# Enriques-Kodaira-classificatie
In de wiskunde is de Enriques-Kodaira-classificatie een classificatie van compacte complexe oppervlakken in tien klassen. Voor elk van deze klassen kunnen de oppervlakken van de klasse door een moduliruimte worden geparametriseerd. Voor de meeste klassen worden de moduliruimten goed begrepen, maar voor de klasse van oppervlakken van algemene aard lijken de moduliruimten te ingewikkeld om expliciet te beschrijven, hoewel sommige onderdelen bekend zijn.